# Nikolaus Madl
Nikolaus Madl († 20. Oktober 1950) war ein deutscher Kommunalpolitiker.

## Leben
Madl war 40 Jahre lang als Beamter am Landratsamt Wolfstein tätig. Im Sommer 1948 wurde er durch den Kreistag des Landkreises Wolfstein zum Landrat gewählt. Er blieb bis zu seinem Tod im Amt.